# Imbrasia rectilineata
Imbrasia rectilineata är en fjärilsart som beskrevs av L.Sonthonnax 1899. Imbrasia rectilineata ingår i släktet Imbrasia och familjen påfågelsspinnare. Inga underarter finns listade i Catalogue of Life.